# Turbinaria radicalis
Turbinaria radicalis là một loài san hô trong họ Dendrophylliidae. Loài này được Bernard mô tả khoa học năm 1896. Loài này thường có mặt ở các bãi biển gần bờ ở vùng biển cận nhiệt đới chủ yếu ở Úc. Loài có màu nâu xẫm, xanh lá cây hay màu trắng nhạt.